# To-Mera
To-Mera est un groupe de metal gothique et progressif britannique, originaire de Guildford. Durant son existence, ce groupe compte trois albums studios, une démo, et deux EPs. Ce groupe compte dans ses rangs deux membres du groupe de metal progressif Haken.

## Biographie

### Débuts
Après son départ du groupe hongrois Without Face, la chanteuse Julie Kiss décide de former To-Mera avec le bassiste Lee Barrett, ancien membre d'Extreme Noise Terror, Disgust et Mussolini Headkick. Au début de 2004, ils se mettent à la recherche de membres à plein temps et trouvent Akos Pirisi, un grand fan de Meshuggah et professionnel de la polyrythmie, qu'ils mettent à la batterie. Le guitariste Tom MacLean, grand fan de Without Face, est recruté après s'être présenté à Julie un concert de Dillinger Escape Plan. Après l'enregistrement d'une première démo, To-Mera est complété avec l'arrivée du claviériste Hugo Sheppard.
L'idée de former un nouveau groupe frappe immédiatement Julie Kiss après son départ de Without Face, mais compléter la formation du groupe mettra environ deux ans. Le mot To-Mera peut se traduire par « Le pays de la pyramide » comme cité dans The Secret History of Ancient Egypt de Herbie Brennan. Cependant, la véritable signification du mot reste débattue.

### Transcendental
Le groupe enregistre sa première démo en juillet 2005 aux studios The Peel de Kingston upon Thames sur un ordinateur portable, et est mixée en France par le producteur Brett Caldas-Lima (Kalisia, Malmonde, Fairlight). La démo est envoyée à plusieurs webzines et magazines, et est bien accueillie. Le groupe signe alors avec le label Candlelight Records entre fin 2005 et le 7 janvier 2006. To-Mera enregistre son premier album, Transcendental en mai et juin 2006, avec Brett Caldas-Lima. Les morceaux de batterie, de chant et de guitare sont enregistrés à Veszprém, en Hongrie. Le mixage audio et le mastering s'effectuent au Tower Studio de Montpellier, en France. L'album est publié en Europe le 11 septembre 2006 et le 3 octobre 2006 aux États-Unis. Transcendental est bien accueilli par la presse spécialisée, les webzines et magazines le félicitant même pour sa technicité. Le groupe est d'ailleurs très bien accueilli au magazine britannique Kerrang!.
Le 15 juillet 2006, le groupe annonce le départ du batteur Akos Pirisi. Pour le remplacer, ils recrutent Paul Westwood de Foe, un groupe de rock expérimental situé à Londres. Plus tard en 2007, le départ de Hugo Sheppard pour des raisons personnelles est annoncé. Richard « Hen » Henshall, le guitariste et claviériste de Haken le remplace.

### Delusions
To-Mera se lance dans une suite de Transcendental en 2007. L'album, intitulée Delusions, est publié le 18 février 2008. Quelques jours avant la sortie de l'album, le bassiste et membre fondateur Lee Barrett annonce son départ, expliquant qu'il ne pourra p;us se consacrer aux longues tournées. Mark Harrington le remplace alors. Le groupe participe ensuite au festival Dames of Darkness de Birmingham, en Angleterre.

### EarthboundetExile
To-Mera se lance dans un nouvel album en 2008. À la fin de l'année, le groupe confirme avoir terminé deux chansons, et annonce d'autres chansons en cours pour 2009. En milieu 2009, le groupe annonce sa séparation de Candlelight Records. Le mois d'octobre assiste à la sortie de l'EP Earthbound. Le groupe annonce un troisième album à la fin de 2010 et se lance dans les enregistrements en 2012. l'album, intitulé Exile, est publié le 24 septembre 2012.

## Membres

### Membres actuels
- Julie Kiss - chant (depuis 2004)
- Thomas MacLean - guitare (depuis 2004)
- Paul Westwood - batterie (depuis 2006)
- Richard Henshall - clavier (depuis 2007)
- Mark Harrington - basse (depuis 2008)

### Anciens membres
- Hugo Sheppard - clavier (2004-2006)
- Akos Pirisi - batterie (2004-2007)
- Lee Barrett - basse (2004-2008)

## Discographie

### Singles
- 2008 : The Lie